# Raewyn Connell
Raewyn Connell, född 3 januari 1944 (tidigare Robert William Connell, R.W. Connell eller Bob Connell), är en australisk sociolog som fick stort inflytande på mansforskningen genom sin bok Masculinities (1995). Men Connell har även påverkat inom andra forskningsinriktningar så som social-, queer- och historieforskning. 
Connell som inspirerats av marxistisk och feministisk tradition menar att exempelvis kolonialism, rasism och klass skiktningar bidrar till att formar olika maskuliniteter, som exempelvis kan vara inriktade på dominans och våld, liksom på värdighet och strategiskt användande av stereotyper för att bemöta exempelvis rasism.

## Maskuliniteter
Connell menar i sin studie Maskuliniteter att det inte bara finns ett sätt att vara man på, utan flera konkurrerande maskuliniteter. En maskulinitet är enligt Connell en konfigurationer av praktik.
Enligt Connell finns fyra typer av Maskuliniteter.
- Hegemonisk maskulinitet menar Connell ”... den konfiguration av genuspraktik som innehåller det för tillfället accepterade svaret på frågan om patriarkatets legitimitet”.[6]

- Medskyldig maskulinitet (complicit masculinity) där ingår män som inte befinner sig i patriarkatets frontlinje men som ändå tjänar på att ojämlikheten består.

- Underordnad maskulinitet (subordina- ted masculinity) dit räknas till exempel homosexuella män som inte ses som maskulina.

- Marginaliserad maskulinitet (marginalized masculinity) dit räknas män som underordnas när det gäller ras, etnicitet eller klass.

## Kritik
Från radikalfemistisk håll har kritik mot Connell främst handlat om att fokuset på maskuliniteter framställer män som offer för sin maskulinitet och sin könsroll, och på så sätt förminska vikten av den makt och överordning som män som grupp innehar. 
En annan kritik gäller de faktum att Connell fyra maskuliniteter inte ger någon position till män som vill vara jämlika.

## Publicerade verk (urval)
- Making the Difference (1982)
- Gender and power (1987)
- Ruling Class Ruling Culture (1977)
- Class structure in Australian History (1980)
- Masculinities (1995)
  - *Maskuliniteter (översättning: Åsa Lindén, Daidalos, 1999)
- Gender (2002)
  - *Om genus (översättning: Charlotte Hjukström och Anna Sörmark, Daidalos, 2003) [2., utvidgade och omarb. uppl., 2009)
- Southern theory (2007)
  - Sydteori : den samhällsvetenskapliga kunskapens globala dynamik (översättning: Lisa Sjösten, Studentlitteratur, 2011)